# Чендлер, Кристин Уэстон
Кри́стин Уэ́стон Че́ндлер (англ. Christine Weston Chandler), в прошлом — Кри́стиан Уэ́стон Че́ндлер (англ. Christian Weston Chandler) (род. 24 февраля 1982, Шарлотсвилл, Виргиния), также известный/известная как Крис-чан (англ. Chris-chan) — видеоблогер и создатель веб-комикса «Соничу». Считается некоторыми одной из самых задокументированных личностей в истории. Чендлер из-за своих необычных увлечений и девиантного поведения стала жертвой массовой и продолжительной травли со стороны троллей с имиджборда 4chan. Чендлер не могла адекватно противостоять троллям, постоянно поддавалась на их обманы и провокации, в итоге становясь всё более известной в интернет-среде и терпя всё большее количество нападок со стороны троллей. Несмотря на вышеописанное, у Крис-чан также появились свои верные поклонники, готовые защищать её от враждебных нападок.

## Биография
Родился 24 февраля 1982 года в Шарлотсвилле (штат Виргиния, США), в семье Роберта (скончался в 2011 году) и Барбары Чендлеров. В возрасте около пяти лет ему поставили диагноз «аутизм». В 1992 году его первоначальное имя, Кристофер, было изменено на Кристиан.
Большую часть жизни Кристиан провёл в городе Ракерсвилл, где ныне проживает, и в Шарлотсвилле. За пределами Виргинии, где эти города расположены, Крис, по состоянию на 2015 год, был лишь два раза: первый, когда навещал своего двоюродного брата Кола в Калифорнии, а второй, когда отправился в Кливленд (штат Огайо) в поисках своей очередной девушки, с которой переписывался (на деле оказавшейся очередным троллем). После безуспешной поездки в Огайо родители запретили Кристиану выезжать за пределы родного штата.
Первый выпуск своего веб-комикса «Соничу» опубликовал 24 марта 2005 года. Одноимённый персонаж является гибридом ежа Соника и Пикачу.
Он стал известен в Интернете в конце 2007 года после того, как привлёк внимание пользователей сайтов 4chan и Encyclopedia Dramatica. Первоначальное очарование было вызвано его фирменным самодельным медальоном Соничу (впоследствии украденным и сожжённым), детскими рисунками, изображающими его неоригинального перекрашенного Соника, и бродяжничеством в общественных местах. Из-за этого Кристиан стал жертвой онлайн-преследований и троллинга.
В 2011 году британский мультипликатор Гарри Партридж заметил:

О Крис-Чане написано больше, чем о Джордже Вашингтоне, Роберте Паттинсоне или Джастине Бибере, этих огромных сердцеедах, у которых нет вики-сайтов с 1000 статей об их домашних кошках и местах, в которые они любят ходить и есть, и о каких рубашках, которые они носили в разные дни.
Оригинальный текст (англ.)There’s more [written] about Chris-Chan than about George Washington, Robert Pattinson or Justin Bieber, these huge heartthrobs, don’t have wikis with 1,000 articles about their pet cats and the places that they like to go and eat and what kind of shirts they’ve worn on different days.

Он был арестован в 2014 году после попытки кражи коробки с игрой Sonic Boom: Rise of Lyric прямо в местном магазине сети GameStop и нападения на сотрудника магазина перед тем, как покинуть его.
В 2016 году начал идентифицировать себя как транс-лесбиянка по имени Кристин Уэстон Чендлер.
30 июля 2021 года были опубликованы аудиозаписи, на которых Кристин утверждала, что насиловала свою страдающую деменцией мать. Эти двое были разделены местным отделением полиции в один и тот же день. 1 августа по обвинению в инцесте она была арестована. В следующем году была опубликована фейковая новость, в которой утверждалось, что Кристина сбежала из тюрьмы вместе с Гусманом Лоэра, Хоакином. Ее освободили в марте 2023 года.

## Документальные фильмы
О ней было снято несколько документальных фильмов. В 2016 году ютубер Фредрик Кнудсен выпустил 23-минутный документальный фильм, в котором рассказывается о её жизни и творчестве. 12 ноября 2017 года PewDiePie выпустил видео, в котором освещал её историю. В 2018 году ютубер Geno Samuel начал выпускать многосерийный документальный фильм, охватывающий всю жизнь Кристин. На данный момент фильм насчитывает более 80 сорокаминутных эпизодов и продолжает выходить. 